# Ковіня Микола Вікторович
Микола Вікторович Ковіня (народився 1977 року в місті Києві) — український державний службовець, голова Державної служби інтелектуальної власності України з 2012 до 2014. Кандидат хімічних наук. Має 3-й ранг державного службовця.

## З біографії
Має вищу освіту, освітньо-кваліфікаційний рівень магістра — у Київському національному університеті імені Тараса Шевченка (1999 рік) — та спеціаліста — в Інституті інтелектуальної власності і права (2006 рік).
Працював завідувачем навчальної лабораторії кафедри (радіаційного‚ хімічного і біологічного захисту) факультету (першого) військового інституту Київського національного університету імені Тараса Шевченка.
З 2000 — в державній системі правової охорони інтелектуальної власності України. Працював на посадах експерта І категорії‚ головного експерта відділу органічної хімії Державного підприємства «Український інститут промислової власності». Працював також головним експертом відділу фармацевтики цього самого підприємства.
З 2008 — патентознавець на ЗАТ «Вентиляційні системи», займався приватною практикою у сфері інтелектуальної власності.
З 2012 до 2014 — голова Державної служби інтелектуальної власності України.